# Engelberga di Provenza
Engelberga (877 circa – dopo il gennaio 918) fu duchessa consorte d'Aquitania.

## Origine
Figlia del conte di Vienne, vice-Re d'Italia, governatore e conte di Provenza, futuro re di Provenza, Bosone V di Arles, figlio del conte Bivin di Vienne (822-877) (a sua volta figlio di Bosone il Vecchio (?-855), considerato il capostipite della dinastia, conte della Borgogna Cisgiurana) e di Ermengarda d'Italia, figlia dell'Imperatore del Sacro Romano Impero, Re d'Italia, ed anche re di Provenza, Ludovico II il Giovane e di Engelberga d'Alsazia, di cui non si conoscono gli ascendenti, ma quasi certamente, da parte di padre, erano della famiglia dei Supponidi, di origine longobarda e, secondo alcuni storici (vedi l'enciclopedia medievale tedesca, Lexikon des Mittelalters), Engelberga era probabilmente la figlia di Adelchi I conte di Parma e duca di Spoleto e secondo lo storico francese Christian Settipani, esperto di genealogie era cugina di Suppone III; mentre la madre di Engelberga d'Alsazia, secondo lo storico, Jean-Noël Mathieu, poteva essere, Emma di Baviera, in quanto l'imperatore Carlo il Grosso definisce Engelberga d'Alsazia sorella (dilectam sororem nostram).

## Biografia
Secondo gli Annales Bertiniani, nell'878, ancora in fasce, fu fidanzata con Carlomanno (866 - 884), figlio del re dei Franchi occidentali, Luigi II il Balbo, molto probabilmente per sancire la riconciliazione del padre, Bosone col re Luigi II il Balbo. Il fidanzamento non andò a buon fine sia per la nuova ribellione di Bosone contro il nuovo re dei Franchi occidentali, Luigi III il Giovane, sia per la prematura morte di Carlomanno.
Dopo che suo padre, Bosone era stato eletto re dalla nobiltà provenzale nell'ottobre dell'879, la capitale del regno di Provenza, Vienne, nella valle del Rodano, nell'880, fu messa sotto assedio dalle truppe dell'alleanza Carolingia: il re d'Italia e futuro imperatore Carlo il Grosso, il re dei Franchi occidentali Luigi III ed il re d'Aquitania e (nominale) di Provenza Carlomanno II. In novembre l'assedio fu tolto, per la defezione di Carlo il Grosso che, si dovette recare a Roma per ricevere la corona imperiale dalle mani di papa Giovanni VIII (12 febbraio 881). La città venne messa sotto assedio, per la seconda volta dalle truppe di Carlomanno (da poco più di un mese anche re dei Franchi occidentali), in cui militava anche il fratello di suo padre, il duca di Borgogna, Riccardo il Giustiziere che, nell'882, riuscirono a conquistare la città, saccheggiarla e bruciarla. Sempre secondo gli Annales Bertiniani, Engelberga con la madre, Ermengarda, fu condotta nella contea di Autun, presso Riccardo il Giustiziere.
Engelberga sposò, prima dell'898, il marchese di Gotia, conte d'Alvernia, del Berry, di Limoges, di Lione e di Mâcon, e duca d'Aquitania, Guglielmo I il Pio (865-918), figlio del duca di Settimania, conte di Autun, conte di Rodez, conte d'Alvernia e conte di Tolosa, Bernardo Piede di Velluto (quindi nipote di Bernardo di Settimania) e di Ermengarda († dopo il luglio 883), figlia del conte Bernardo I d'Alvernia († 868) e di Liutgarda.
Tra il 909 ed il 910, Engelberga, assieme al marito fondò l'abbazia Benedettina di Cluny, come risulta dal documento n° 112 dell'abbazia di Cluny, dell'11 settembre 910, e, come primo abate fu nominando san Bernone di Borgogna. Inoltre avevano concesso in dono alla chiesa di Roma tutti i suoi diritti sull'abbazia e questo diritto poi fu esteso a tutti i monasteri che si unirono alla congregazione cluniacense, che quindi si sottraevano al potere sia del re di Francia che dei vescovi della zona, rispondendo direttamente al papa.
Il documento n° 205 dell'abbazia di Cluny, datato gennaio 917, riferente di una donazione all'abbazia stessa, ci conferma che Engelberga è la sorella di Ludovico III (880-928), re di Provenza, re d'Italia ed imperatore.
Si ha notizia infine che Engelberga, prima di morire si ritirò in convento e si fece suora (molto probabilmente dopo essere rimasta vedova, nel luglio 918), nel monastero di San Sisto, a Piacenza, dove morì.

## Figli
Engelberga diede a Guglielmo due figli:
- Bosone (?- prima del 918), che premorì al padre.
- una eventuale figlia che sposò Rotbaldo di Provenza

## Ascendenza
|                        |           |                      | Genitori     |  |  | Nonni |  |  | Bisnonni          |  |  | Trisnonni |  |
|                        |           |                      |              |  |  |       |  |  | Bosone il Vecchio |  |  | …         |  |
|                        |           |                      |              |  |  |       |  |  | Bosone il Vecchio |  |  | …         |  |
|                        |           | …                    |              |  |  |       |  |  | Bosone il Vecchio |  |  |           |  |
| Bivin di Vienne        |           |                      |              |  |  |       |  |  | Bosone il Vecchio |  |  |           |  |
|                        |           | …                    | …            |  |  |       |  |  |                   |  |  |           |  |
|                        |           | …                    | …            |  |  |       |  |  |                   |  |  |           |  |
|                        |           | …                    | …            |  |  |       |  |  |                   |  |  |           |  |
| Bosone I di Provenza   |           | …                    |              |  |  |       |  |  |                   |  |  |           |  |
|                        |           | …                    | …            |  |  |       |  |  |                   |  |  |           |  |
|                        |           | …                    | …            |  |  |       |  |  |                   |  |  |           |  |
|                        |           | …                    | …            |  |  |       |  |  |                   |  |  |           |  |
| Richilde               |           | …                    |              |  |  |       |  |  |                   |  |  |           |  |
|                        |           | …                    | …            |  |  |       |  |  |                   |  |  |           |  |
|                        |           | …                    | …            |  |  |       |  |  |                   |  |  |           |  |
|                        |           | …                    | …            |  |  |       |  |  |                   |  |  |           |  |
| Engelberga di Provenza |           | …                    |              |  |  |       |  |  |                   |  |  |           |  |
|                        | Lotario I | Ludovico il Pio      |              |  |  |       |  |  |                   |  |  |           |  |
|                        | Lotario I | Ludovico il Pio      |              |  |  |       |  |  |                   |  |  |           |  |
|                        | Lotario I | Ermengarda d'Hesbaye |              |  |  |       |  |  |                   |  |  |           |  |
| Ludovico II il Giovane | Lotario I |                      |              |  |  |       |  |  |                   |  |  |           |  |
|                        |           | Ermengarda di Tours  | Ugo di Tours |  |  |       |  |  |                   |  |  |           |  |
|                        |           | Ermengarda di Tours  | Ugo di Tours |  |  |       |  |  |                   |  |  |           |  |
|                        |           | Ermengarda di Tours  | Ava/Bava     |  |  |       |  |  |                   |  |  |           |  |
| Ermengarda d'Italia    |           | Ermengarda di Tours  |              |  |  |       |  |  |                   |  |  |           |  |
|                        |           | …                    | …            |  |  |       |  |  |                   |  |  |           |  |
|                        |           | …                    | …            |  |  |       |  |  |                   |  |  |           |  |
|                        |           | …                    | …            |  |  |       |  |  |                   |  |  |           |  |
| Engelberga d'Alsazia   |           | …                    |              |  |  |       |  |  |                   |  |  |           |  |
|                        |           | …                    | …            |  |  |       |  |  |                   |  |  |           |  |
|                        |           | …                    | …            |  |  |       |  |  |                   |  |  |           |  |
|                        |           | …                    | …            |  |  |       |  |  |                   |  |  |           |  |
|                        |           | …                    |              |  |  |       |  |  |                   |  |  |           |  |

### Fonti primarie
- (LA)  Annales Bertiniani.
- (LA)  Monumenta Germaniae Historica, Diplomata Regum Germaniae ex Stirpe Karolinorum, tomus II.
- (LA)  Recueil des Chartes de l'Abbaye de Cluny, tome I.

### Letteratura storiografica
- René Poupardin, I regni carolingi (840-918), in «Storia del mondo medievale», vol. II, 1999, pp. 583–635
- Louis Halphen, Il regno di Borgogna, in «Storia del mondo medievale», vol. II, 1999, pp. 807–821